# 北京地下鉄
北京地下鉄（ペキンちかてつ、中国語: 北京地铁、英語: Beijing Subway）は、中華人民共和国北京市の地下鉄である。
2020年12月現在、北京地下鉄は27の路線（地下鉄22路線、磁気浮上式鉄道1路線、ライトレール2路線および空港連絡鉄道2路線）を有し、北京市の12市轄区と河北省廊坊市広陽区に456駅を有する。営業走行距離では、2021年12月現在、北京地下鉄は世界第2位の都市地下鉄である。2014年以降、平日の一日平均輸送量は1000万人を越えており、過去最高記録は2019年7月12日の1375万人であり、これは東京都の人口に匹敵する。
北京地下鉄の計画は1953年に始まり、1965年に着工した。最初の路線が竣工したのは1969年であり、中国で最初の地下鉄である。北京地下鉄は多くの国有企業と官民合同企業によってそれぞれの路線を運営しており、その中でも京港地鉄が運営する4号線は、中国大陸で初めて官民パートナーシップ（PPP）により建設と運営を行う方式を採用した地下鉄路線である。現在も大規模な建設が相次いで進行しており、2025年末に営業キロがおよそ1000kmまで延びる予定である。

## 運営中の路線
2021年12月までに、北京地下鉄は26の路線を開業している。北京地下鉄は運営会社が相互に独立する上下分離方式を採用しており、各路線の施設は北京市基礎設施投資が管理している。一方で、各路線の運営は以下の通り複数企業に分かれている。
- 1号線、2号線、3号線、5号線、6号線、7号線、8号線、9号線、10号線、11号線、12号線、13号線、15号線、八通線、房山線、昌平線、亦荘線、S1線 - 北京市地鉄運営
- 4号線、14号線、16号線、17号線、大興線 - 北京京港地鉄
- 19号線、燕房線、大興機場線 - 北京市軌道交通運営管理
- 首都機場線 - 北京京城地鉄
- 西郊線（路面電車） - 北京公交有軌電車
- 亦荘T1線（路面電車） - 北京亦荘公交有軌電車

それぞれ運営している企業の路線に対して北京市軌道交通指揮中心が介入し、北京地下鉄全線の運行管理、配車指揮と乗車券の統計を担当している。
| 色 | 路線名     | 営業区間                                   | 駅数 | 営業キロ | 開業日         | 車両長       | 編成数         |
| -- | ---------- | ------------------------------------------ | ---- | -------- | -------------- | ------------ | -------------- |
|    | 1号線      | 古城 (104) - 四恵東 (125)                  | 22駅 | 31.0km   | 1971年1月15日  | 19m          | 6両            |
|    | 2号線      | 西直門 (201) - 積水潭 (218) - 西直門 (201) | 18駅 | 23.1km   | 1971年1月15日  | 19m          | 6両            |
|    | 3号線      | 東四十条 - 東垻北                          | 10駅 | 15.6km   | 2024年12月15日 | 22m          | 4両            |
|    | 4号線      | 公益西橋 - 安河橋北                        | 24駅 | 28.2km   | 2009年9月28日  | 19m          | 6両            |
|    | 5号線      | 天通苑北 - 宋家荘                          | 23駅 | 27.6km   | 2007年10月7日  | 19m          | 6両            |
|    | 6号線      | 金安橋 - 潞城                              | 33駅 | 53.1km   | 2012年12月30日 | 19m          | 8両            |
|    | 7号線      | 北京西駅 - 環球度假区                      | 30駅 | 40.3km   | 2014年12月28日 | 19m          | 8両            |
|    | 8号線      | 朱辛荘 - 瀛海                              | 34駅 | 51.6km   | 2008年7月19日  | 19m          | 6両            |
|    | 9号線      | 国家図書館 - 郭公荘                        | 13駅 | 16.5km   | 2011年12月31日 | 19m          | 6両            |
|    | 10号線     | 巴溝 - 火器営 - 巴溝                       | 45駅 | 57.1km   | 2008年7月19日  | 19m          | 6両            |
|    | 11号線     | 金安橋 - 新首鋼                            | 3駅  | 4.2km    | 2021年12月31日 | 22m          | 4両            |
|    | 12号線     | 四季青橋 - 東垻北                          | 20駅 | 28.9km   | 2024年12月15日 | 22m          | 4両            |
|    | 13号線     | 西直門 (1301) - 東直門 (1316)              | 17駅 | 40.9km   | 2002年9月28日  | 19m          | 6両            |
|    | 14号線     | 張郭荘 - 善各荘                            | 33駅 | 50.8km   | 2013年5月5日   | 22m          | 6両            |
|    | 15号線     | 清華東路西口 - 俸伯                        | 20駅 | 41.4km   | 2010年12月30日 | 19m          | 6両            |
|    | 16号線     | 北安河 - 玉淵潭東門                        | 16駅 | 31.5km   | 2016年12月31日 | 22m          | 8両            |
|    | 17号線     | 十里河 - 嘉会湖                            | 7駅  | 15.8km   | 2021年12月31日 | 22m          | 8両            |
|    | 19号線     | 牡丹園 - 新宮                              | 6駅  | 20.9km   | 2021年12月31日 | 22m          | 8両            |
|    | 八通線     | 四恵東 (BT02) - 環球度假区                 | 14駅 | 23.4km   | 2003年12月27日 | 19m          | 6両            |
|    | 大興線     | 公益西橋 - 天宮院                          | 12駅 | 21.76km  | 2010年12月30日 | 19m          | 6両            |
|    | 房山線     | 東管頭南 - 閻村東                          | 16駅 | 31.8km   | 2010年12月30日 | 19m          | 6両            |
|    | 昌平線     | 清河 - 昌平西山口                          | 13駅 | 33.4km   | 2010年12月30日 | 19m          | 6両            |
|    | 亦荘線     | 宋家荘 - 亦荘駅                            | 14駅 | 23.3km   | 2010年12月30日 | 19m          | 6両            |
|    | 燕房線     | 閻村東 - 燕山                              | 9駅  | 14.4km   | 2017年12月30日 | 19m          | 4両（6両予定） |
|    | S1線       | 苹果園 - 石廠                              | 8駅  | 10.2km   | 2017年12月30日 |              | 6両            |
|    | 首都機場線 | 北新橋 → 3号航站楼 → 2号航站楼 → 北新橋    | 5駅  | 30.0km   | 2008年7月19日  |              | 4両            |
|    | 大興機場線 | 草橋 - 大興機場                            | 3駅  | 41.36km  | 2019年9月26日  |              | 8両            |
|    | 西郊線     | 巴溝 - 香山                                | 6駅  | 9.4km    | 2017年12月30日 | ライトレール | ライトレール   |
|    | 亦荘T1線   | 屈荘 - 定海園                              | 15駅 | 13.2km   | 2020年12月31日 | ライトレール | ライトレール   |

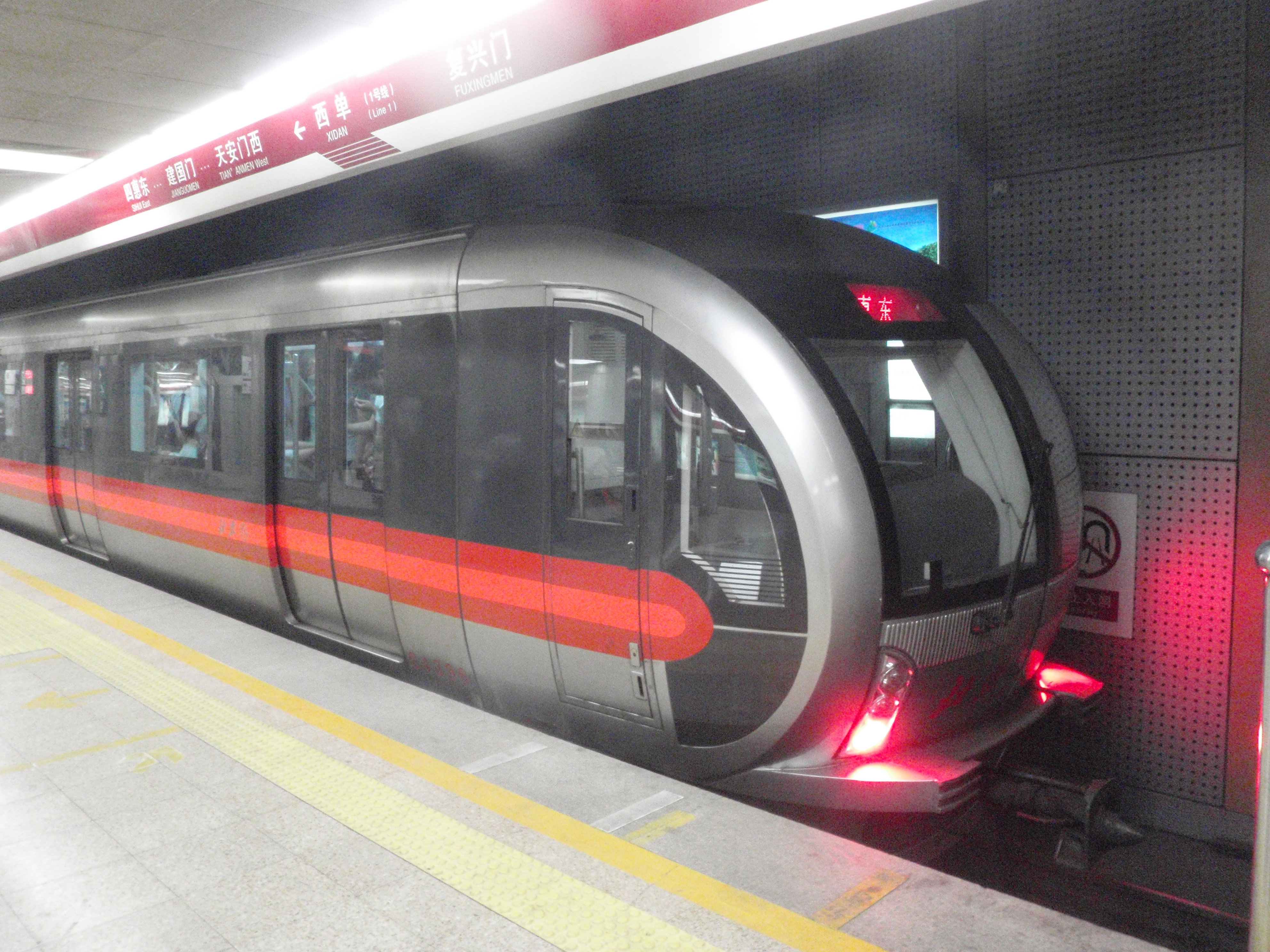
1号線の車輌：SFM04
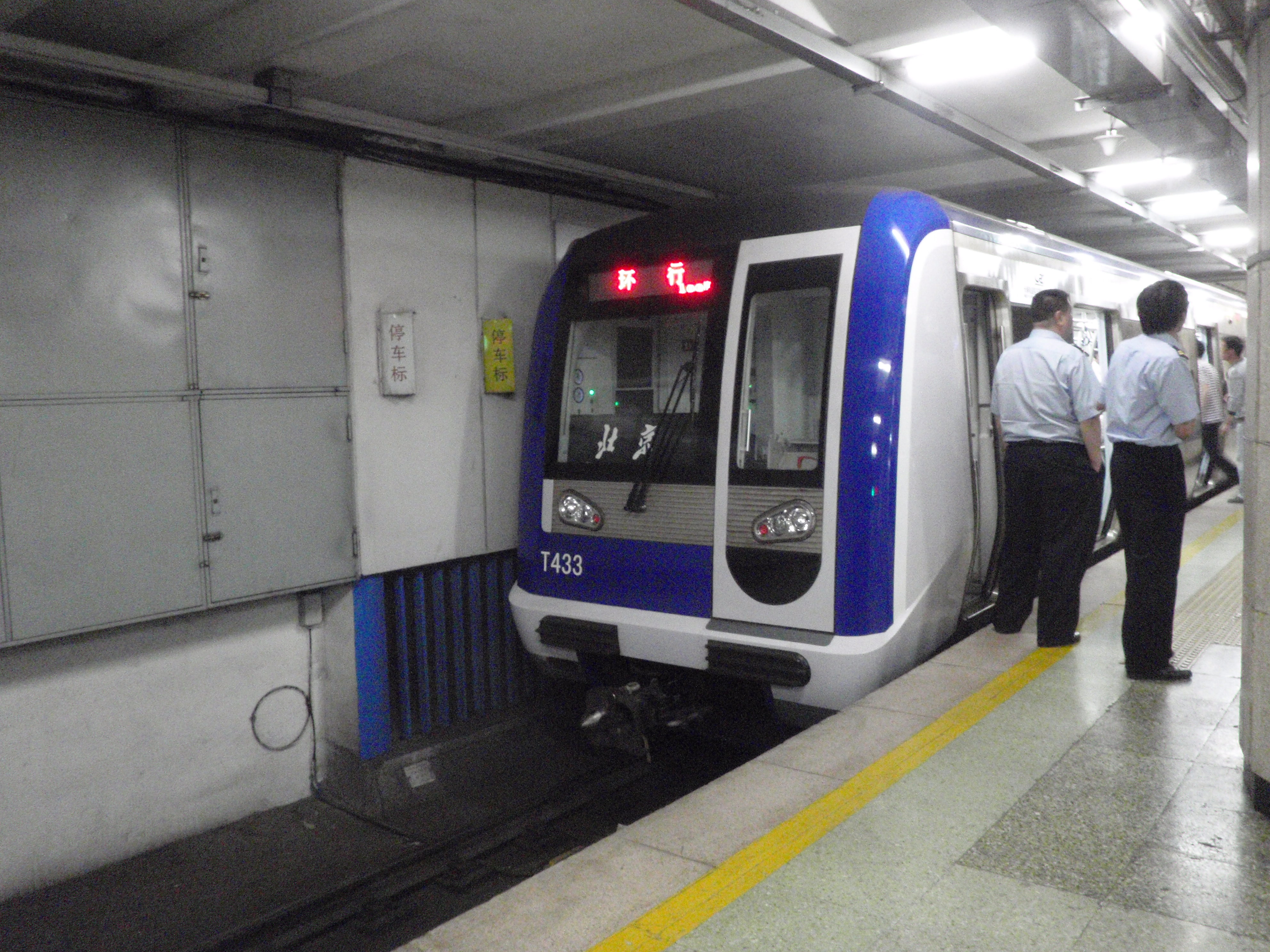
2号線の車輌：DKZ16
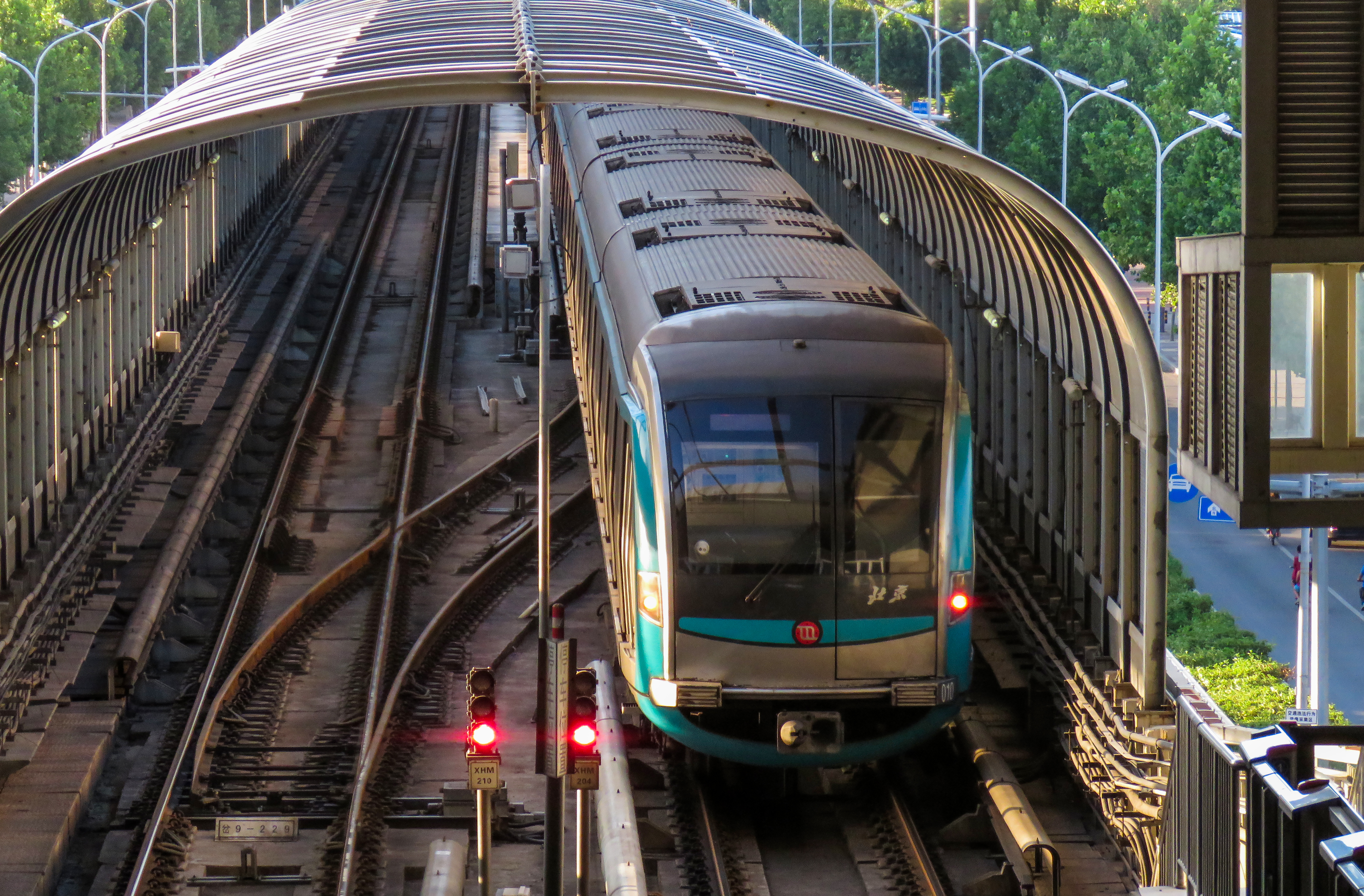
4号線の車輌：SFM05
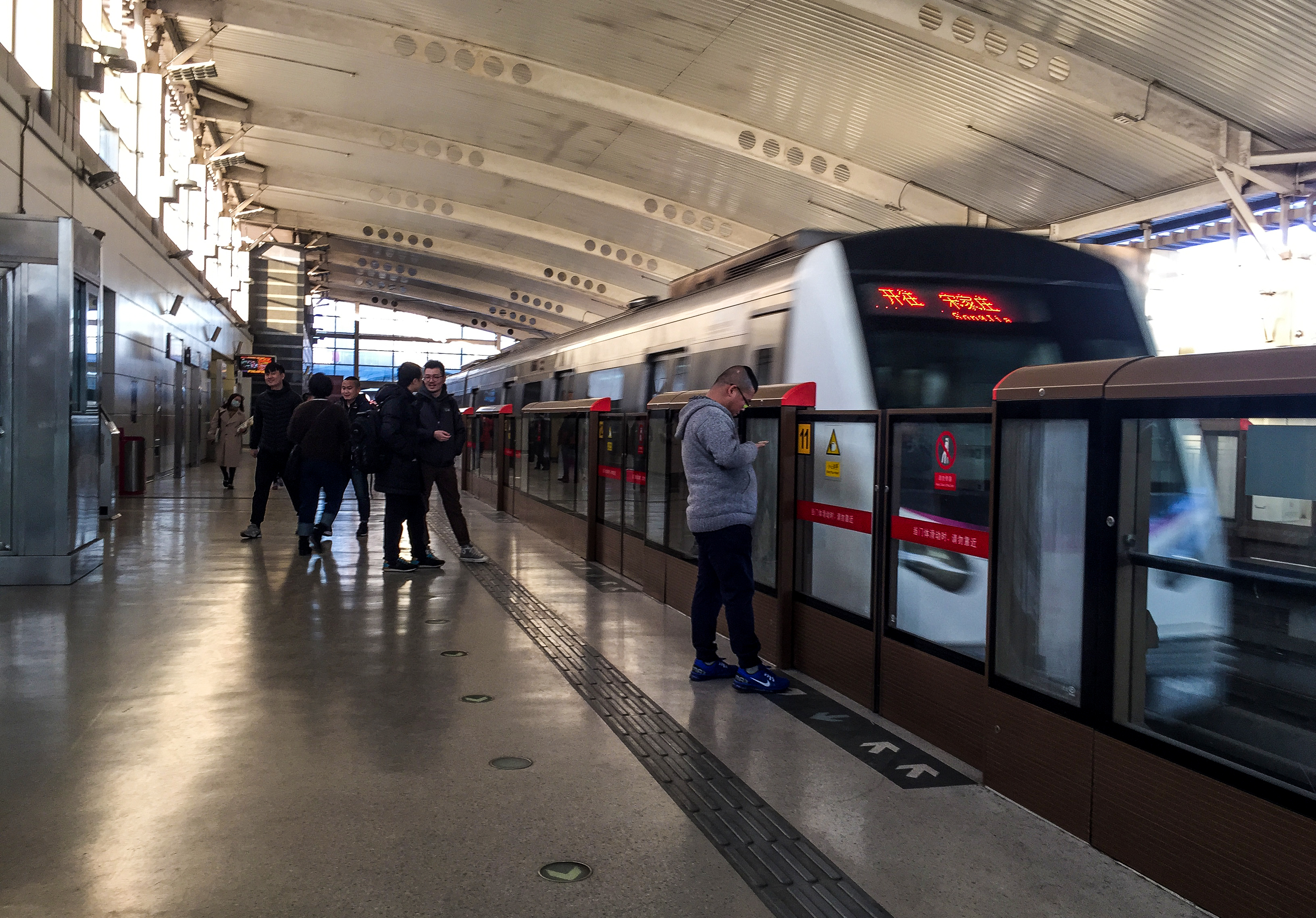
5号線の車輌：DKZ13
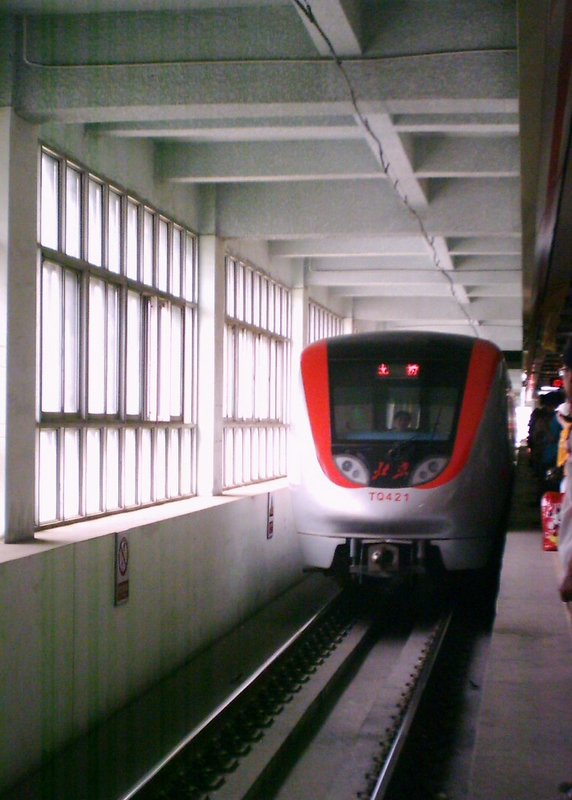
八通線の車輌：SFM01/SFM02
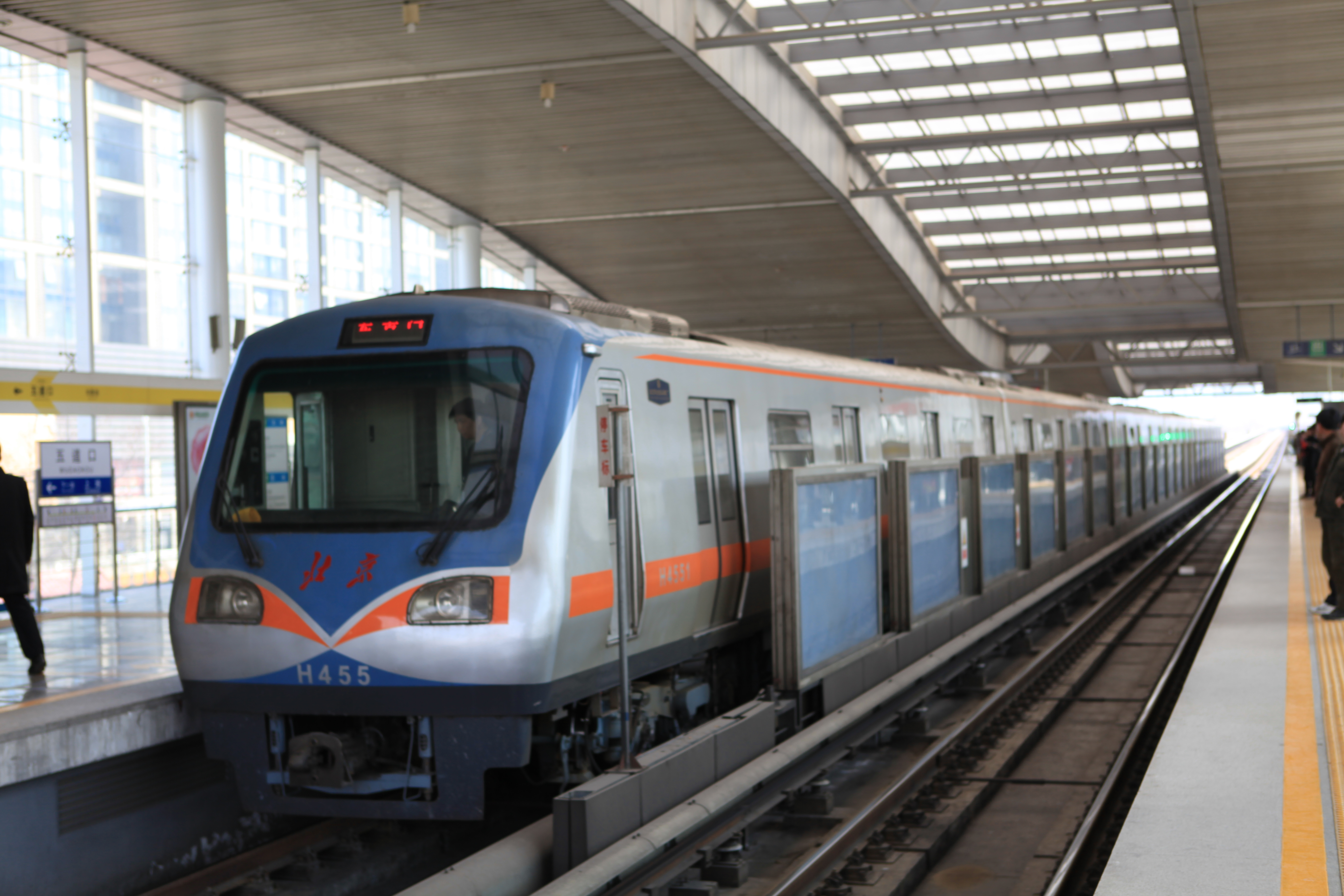
13号線の車輌：DKZ5/DKZ6
15号線の車輌：DKZ31
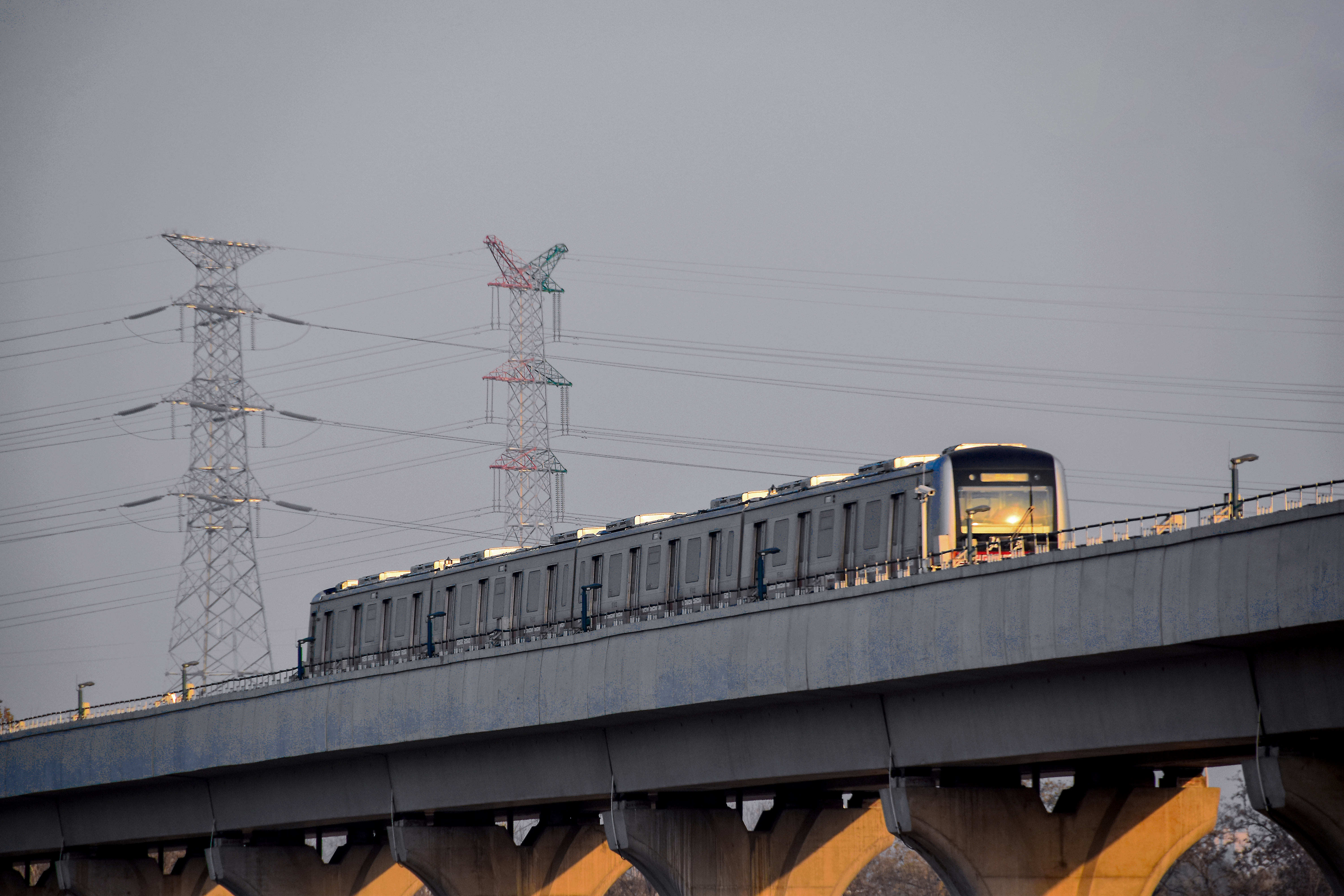
燕房線の車輌：DKZ76
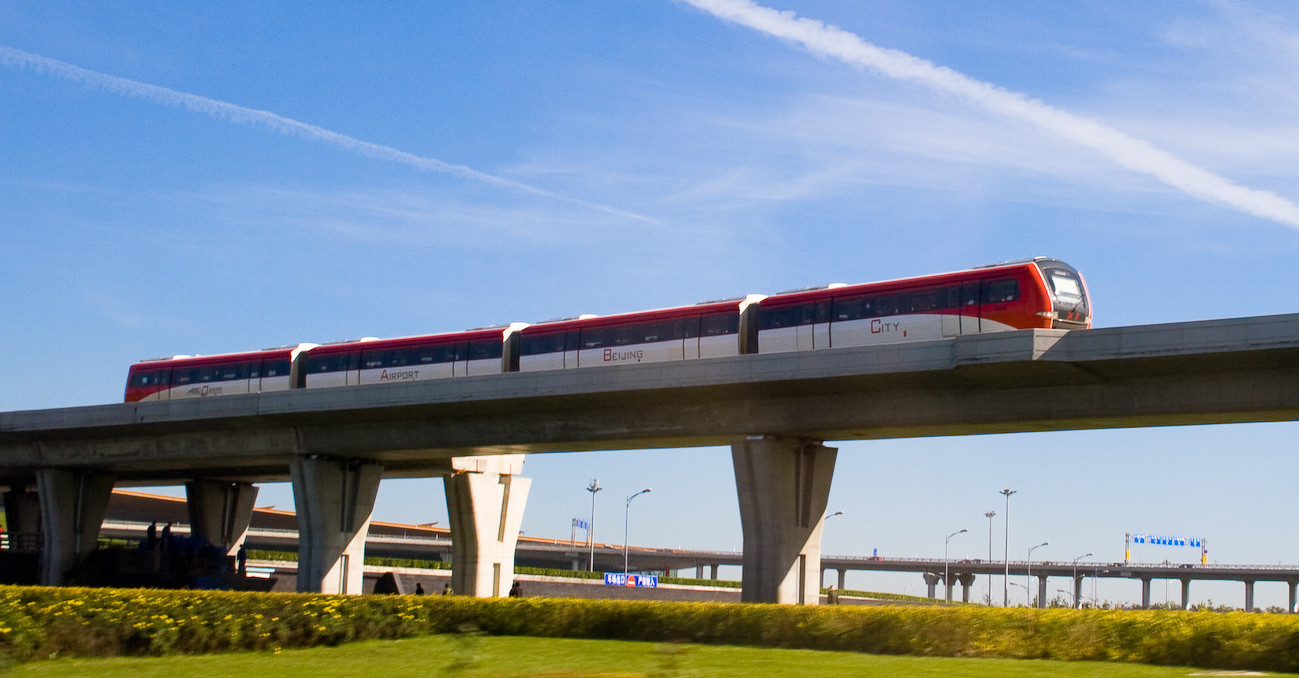
首都機場線の車輌：QKZ5

## 運賃

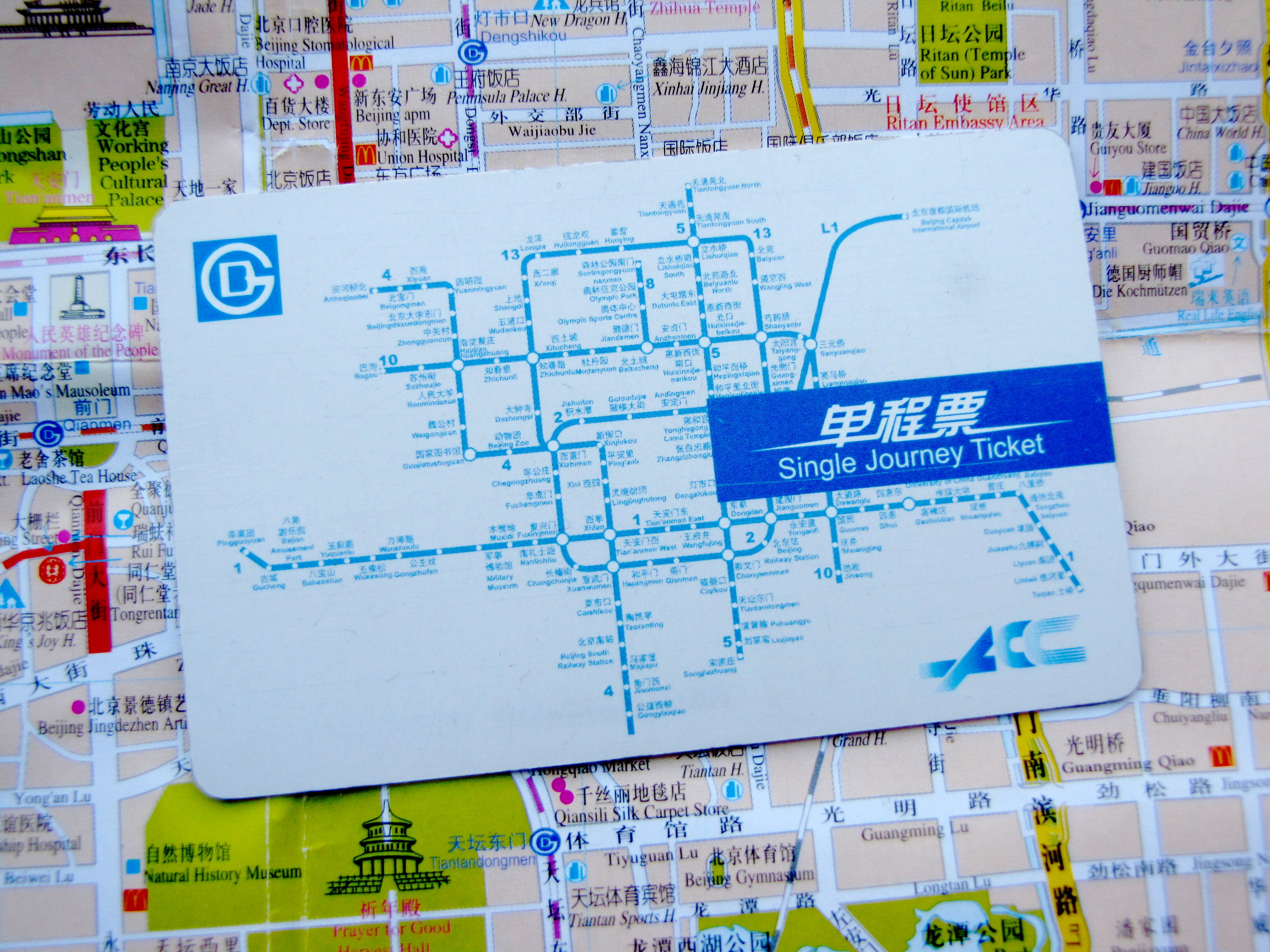
切符

2014年12月28日改定。首都機場線と大興機場線を除き、以下の運賃が適用される。2019年現在の北京地下鉄の最長距離区間は103kmであるので、最高運賃は10元となる。
| キロ程      | 運賃（人民元） |
| ----------- | -------------- |
| 初乗り6km   | 3              |
| 6 - 12 km   | 4              |
| 12 - 22 km  | 5              |
| 22 - 32 km  | 6              |
| 32 - 52 km  | 7              |
| 52 - 72 km  | 8              |
| 72 - 92 km  | 9              |
| 92 - 112 km | 10             |

2007年10月7日から2014年12月27日までは運賃が一律2元であったが、補助金の打ち切りや乗客の急増等の理由により値上がりされ、距離別運賃制が初めて導入された。同時に、北京市政交通カード（市政交通一卡通）を毎月一定額以上利用した際に運賃が割引される制度が導入された。100元以上で運賃が2割引に、150元以上で運賃が5割引になる。ただし、400元以上になると割引がなくなる。
2007年以前は以下のように路線別で運賃が設定されており、定期券も販売されていた。
- 1号線または2号線：3元。途中下車をしなければ、何回でも乗換ができた。
- 13号線：3元。
- 八通線：2元。
- 八通線乗り換え：4元。四恵駅または四恵東駅で1度のみ乗換ができた。
- 13号線乗り換え：5元。西直門駅または東直門駅で1度のみ乗換ができた。

1971年以降、切符は紙製のものが窓口で販売されており、改札も有人改札であった。しかし、2008年6月8日をもって紙製の切符が廃止されて、6月9日より全線・全駅で一斉に自動改札機が導入された。カードを持っていない人は券売機及び窓口にて1度のみ使用できるICカードを購入しなければならない。

### 機場線
- 首都機場線は25元の均一運賃であり、他の路線に乗り換える際は別途運賃が必要である。
- 大興機場線の普通車は以下の運賃が適用され、他の路線に乗り換える際は別途運賃が必要である。商務車は50元の均一運賃である。

| キロ程     | 運賃（人民元） |
| ---------- | -------------- |
| 初乗り20km | 10             |
| 20 - 30 km | 25             |
| 30 - km    | 35             |

### 交通カード
2006年5月10日より北京市政交通カード（市政交通一卡通）と呼ばれるICカードが全面的に導入されており、北京地下鉄の概ね全ての駅の窓口でも購入が可能で、一部では市内の取扱所でも購入が可能である。これはJRのSuicaやICOCAなどと同様に、カードを機械にかざすだけで運賃を支払うことができるもので、北京市内の地下鉄と路線バス（トロリーバスも含む）全線、北京市内を走る9割以上のタクシー、駐車場やガソリンスタンドのほか、スーパーやコンビニ、百貨店、レストラン、映画館、公衆電話等でも使用可能であり、自動車の通行料等支払いシステムであるETCでも同じカードが使用できる。また、駐車場と地下鉄の料金を支払う際にICカードで連続して決済した場合は、駐車料金に1日分の上限（2元）が設けられるなど、パークアンドライドの特別割引が適用される。
初回購入時には20元のデポジットが必要で、残高のチャージは10元単位でおこなわれ（最高チャージ額は500元で、カード内残高の限度額は1000元）、カードが必要なくなったらデポジット・残高ともに手数料無料で返却できる。なお、交通カードで市バスを利用する場合、運賃は5割引され、おもに北京の郊外で路線網もつ八方達のバスでは5割引のICカード運賃が適用される。日本と同様、地下鉄は駅の自動改札機にタッチするものであり、出口の改札機で料金が決済される。また、残高不足になった場合でもマイナスのまま出場することが可能であり、不足分は次回入金の際に差し引かれる。
なお、交通カードは2008年8月7日より天津市の公共交通ICカードであるシティカード（城市卡）とシステムが統合され、いずれかの都市のカードで北京・天津両都市の公共交通等で利用・割引できるようになった。ただし、両都市を30分で結んでいる京津都市間鉄道ではまだ利用できないことや、日本のICカード相互利用とは異なり両都市の残高プールが別々になっているといったことが注意すべき点として挙げられる。

### フリー乗車券
2019年1月20日から専用アプリでQRコードを利用した一日票(電子定期票)の発売が開始された。1、2、3、5、7日有効の各券種が用意されており、それぞれ20、30、40、70、90元で機場線を除く各線が乗り放題となる。

## 沿革

北京の地下鉄路線網の変遷（2016年12月の開業路線まで）

1953年7月27日に朝鮮戦争が休戦した後、中国の主導者は国内の復興と再建に全力で取り組むことを決定した。モスクワの戦いでモスクワ地下鉄が防空壕と軍事司令所として機能したことを参考に、同年下半期に中国共産党北京市委員会は「北京市を改築・拡張する計画の草案」を制定した。この草案では、地下鉄が平常時における防御手段として提案された。
当時の中国は地下鉄建設の経験に乏しかったため、ソビエト連邦や東ドイツから技術支援を受けた。1954年に、モスクワ地下鉄の建設従事者を含むソ連の技術者が、北京地下鉄の建設準備作業のため招聘された。1953年から1960年までの間に、何千人もの中国人留学生がソビエト連邦に派遣され、地下鉄の建設について研究した。
1957年に、北京地下鉄は最初の路線計画を取りまとめた。環状線1路線と7路線の計8路線からなる172km、114駅の路線網が計画され、そのうち2路線が最初に着工されることになった。一つは長安街に沿って東西に建設される路線で、起終点駅は五棵松駅と大望路駅とされた。もう一つは、頤和園（北宮門駅）から西直門駅、西四駅、中山公園（天安門西駅）を経て北京体育館（天壇東門駅）まで建設される路線である。これらの2路線が選ばれたのは、多くの国家機関を通るルートだったことによる。しかし、南北に建設される区間が4号線として実際に建設されたのは、それから40年後のことであった。
1960年代から中ソ対立が顕著になったことで建設計画は中止を余儀なくされた。1960年からソ連の専門家が中国から去り、1963年までに全員が帰国した。この頃に行われていた大躍進政策（三年困難時期）による弊害で1961年に建設計画が中止されたが、数年後に再開。北京市街地西部の丘陵地帯にある西山に国家指導者が避難することを容易にするため、それまで計画されていた地下鉄線を西に延長した。1965年2月4日に、毛沢東主席がこの計画を承認した。
北京地下鉄の一期工事は1965年7月1日に着工され、朱徳や鄧小平を含む国家指導者、ならびに北京市市長の彭真が起工式に参列した。地下鉄の建設にあたって最も争議したのは、開削工法に必要な掘削面積を確保するために復興門駅 - 北京駅間で北京内城の城壁や城門を解体することであった。建築家の梁思成は、旧市街のシンボルとして城壁の保存を提案した。毛沢東主席は、城壁の解体は住宅の解体より優れていると提案した。最終的に、周恩来首相は正陽門にある城楼や櫓の保存を要求し、その他の城壁や城門は解体された。
1969年9月20日に竣工し、10月1日に国慶節に合わせて開通。路線長は23.6kmで、開削工法を採用して西山の苹果園駅から北京駅までが開通し、17の駅が開業した。この区間が中国初の地下鉄であり、香港、ソウル、シンガポール、サンフランシスコ、ワシントン等の都市よりも早く開業した。しかし、多くの技術的な問題により北京地下鉄はその後の10年間で事故が立て続けに生じた。
1969年11月11日に、電気系統からの火災により3人が死亡、100人以上が怪我を負い、2両が破壊された。周恩来首相は軍隊が地下鉄を制御するようにしたが、事故は依然として続けざまに発生した。
1971年1月15日に、地下鉄の一期工事区間の試営業が開始され、路線は北京駅から公主墳駅までであった。片道切符の料金は1角に設定され、紹介状を持っている人のみ乗車することができた。営業区間における西側の終点は1971年8月5日に玉泉路駅まで、1971年11月7日に古城駅まで、1973年4月23日に苹果園駅まで延伸された。1971年に北京地下鉄は国際共産主義運動により年間828万人の乗客を輸送したが、文化大革命の期間にあたり試営業が続いた。政治的な原因により、1971年から1976年までの間、地下鉄はしばしば運休を繰り返した。1976年に地下鉄の運営権が軍隊から返還されたが、地下鉄は依然として火災等の事故により何度も閉鎖された。
1981年9月15日、試営業から10年後、北京地下鉄の一期工事区間は検査が行われて引き渡され、正式に営業されることになった。19の駅と、西山から北京駅までの29kmの区間が含まれる。工事は7.06億元が投資された。地下鉄は北京市地鉄公司管理に引き渡された。
1984年9月20日、北京地下鉄の二期工事区間が開業した。復興門駅から建国門駅までを馬の蹄に例えられるような線形で結び、16.1km、12の駅を有する。二期工事区間と一期工事区間の一部分は改組して環状運転ができるが、1987年12月28日になってようやく、2つの路線はそれぞれ新しい路線に改組され、苹果園駅から復興門駅までを結ぶ1号線と、北京内城の城壁を通る環状線、すなわち2号線になった。片道切符の料金は2角に値上げされ、両線を乗り換えた場合は3角とされた。北京地下鉄は1988年に年間輸送旅客量が3.07億人に達した。1990年に、地下鉄の一日平均輸送量が100万人を越え、年間輸送旅客量が3.81億人に達した。1991年から切符が5角に値上げされたことで、年間輸送旅客量が1,000万人減少した。
1991年1月26日、1号線を長安街に沿って東側に延伸する計画（「復八線」と呼ばれ、復興門駅から四恵東駅までを結ぶ）の承認を得て20億元が投資され、その中には日本の海外経済協力基金から192億円の借款を受けた。延伸工事は1992年6月24日に着工した。西単駅が1992年12月12日に開業、その他の区間が1999年9月28日に開通し、国家主導者の温家宝、賈慶林、兪正声と市長の劉淇が開通式に出席した。2000年6月28日、北京地下鉄1号線の全線が開通した。
切符の値上げが影響した1991年を除いて、北京地下鉄の旅客量は急増を続け、1995年に年間輸送旅客量が5.58億人に達して当時の史上最高記録となった。ただし翌年は切符を2元に値上げしたことにより、年間輸送量が4.44億人に減少した。2000年に切符を3元に値上げしたことにより、年間輸送量は1999年の4.81億人から減少して4.34億人になった。
2000年10月、地下鉄13号線建設のために、日本の海外経済協力基金から81億800万円の借款を受けた。
2001年7月13日に、北京が第29回夏季オリンピックの主催権を獲得したことで、北京地下鉄の開発事業が強力に推進された。
これに合わせて、北京地下鉄は北京市北部と東部に地上線と高架線による新線を2路線開通した。2002年9月28日、市の北部を半円型で結ぶ13号線のうち、西直門駅から回竜観駅までの西側部分が開通し、2003年1月28日に全線が開通した。1号線における通州区方面の延伸線として、八通線が2003年12月27日に開通した。両線は1999年と2000年の年末にそれぞれ着工された。
2002年から2008年にかけて、北京地下鉄は地下鉄の建設に638億元を投入した。2015年に総延長561kmを建設して19の路線を開業させる目標を実現するために、将来的に2000億元の資金を投入することにした。
5号線は2007年10月7日に開業した。この路線は2000年9月25日から建設を開始した。5号線が開通した当日、地下鉄の運賃が3元から7元で不等だったものを一律2元に値下げし、どのような経路で乗り換えをしても料金が一定になった。北京市政府は補助金を負担して損失を賄い、交通渋滞や大気汚染を減らすために市民が地下鉄に乗車することを推奨した。2007年に北京地下鉄は6.55億人の旅客を輸送し、北京市政府は1列車あたり平均0.92元の補助金を負担した。
新線が次々と開通するのと同時に、老朽化した設備を更新する工事も行われた。北京地下鉄は1号線と2号線を対象に各駅のコンコースを改造し、サービスセンターを増設し、駅の案内標識やトイレもリニューアルされた。その一方で、1号線と2号線は運行を中断することなく、車両、信号、通信、電源、機械、信号システムの更新が完了し、新型車両を購入して運転間隔が短縮された。また、2号線は有人運転による自動運転を実現した。これらの更新工事に84.3億元を投資した。
2008年6月9日、更新プロジェクトによる成果の一つとして、北京地下鉄は自動発券システムが供用され、紙質の切符が発行を停止し、非接触式のICカードに取って代わられた。乗客は地下鉄の出入口にある自動改札機にICカードをかざすか、北京市政交通カード（市政交通一卡通）を使用することで決済が即座にできるようになった。
2008年7月19日に10号線の一期区間、8号線の一期区間（オリンピック支線）、機場線（現在の首都機場線）が同時に開業して8月のオリンピックを迎えた。これらの3路線の開通により、8月22日に北京地下鉄は一日の旅客輸送量が過去最高となり、492.2万人に達した。北京地下鉄は当年の年間旅客輸送量が75%増加して、12億人に達した。
2009年9月28日に4号線が開業し、5号線に次ぐ南北の大動脈となる。この路線は香港鉄路と北京市政府による共同投資の下、2004年に着工された。
2010年12月30日に15号線一期区間、昌平線一期区間、大興線、房山線（閻村東駅を除く）、亦荘線（亦荘駅を除く）の5路線が開業し、総延長距離が一度に108km増加した。これらの路線は2008年11月に中国政府が発表した経済政策の後に、工程を早めてコストを削減するために高架線をメインとした郊外路線となった。
2011年12月31日に8号線二期北側区間、9号線南側区間、15号線一期東側区間と房山線の未開通区間だった大葆台駅から郭公荘駅までが開業した。15号線以外の3路線は北京市で交通需要マネジメントが実施される前に開通した。
2012年12月30日に6号線一期区間、8号線二期南側区間、9号線北側区間と10号線二期が開業した。これにより房山線と9号線が他路線に接続した。
- 1969年10月1日 北京駅 - 苹果園駅間が開業。現在の1号線の西半分と2号線の南側に相当する。開業当初は公務員しか使用することができなかった。
- 1971年1月15日 北京駅 - 公主墳駅間で旅客営業を開始。
- 1971年8月5日 公主墳駅 - 玉泉路駅間で旅客営業を開始。
- 1971年11月7日 玉泉路駅 - 古城駅間で旅客営業を開始。
- 1973年4月23日 古城駅 - 苹果園駅で旅客営業を開始。
- 1984年9月20日 2号線（復興門駅 - 西直門駅 - 建国門駅間）が開業。
- 1987年12月28日 長椿街駅 - 復興門駅、建国門駅 - 北京駅が開業。運転系統が変更されて、2号線が環状運転を開始した。
- 1988年と1991年 日本の政府開発援助により、1号線の延伸に必要となる建設費及び車両購入費（約192億円）を調達した。
- 1992年12月12日 1号線の復興門駅 - 西単駅間が開業。
- 1999年12月28日 1号線の天安門西駅 - 四恵東駅間が開業。
- 2000年6月28日 1号線の西単駅 - 天安門西駅間が開業。苹果園駅 - 四恵東駅間で直通運転が開始された。
- 2002年9月28日 13号線西側の西直門駅 - 霍営駅間が開業。
- 2003年12月27日 八通線の四恵駅 - 土橋駅間が開業。
- 2003年1月28日 13号線東側の霍営駅 - 東直門駅間が開業。
- 2007年10月7日 5号線（天通苑北駅 - 宋家荘駅間）が開業。
- 2008年7月19日 首都機場線1期区間（東直門駅 → 北京空港 → 東直門駅間）、8号線（森林公園南門駅 - 北土城駅間）、10号線（巴溝駅 - 勁松駅間）が開業。
- 2009年9月28日 4号線（公益西橋駅 - 安河橋北駅間）が開業。
- 2010年12月30日 15号線（望京西駅 - 後沙峪駅間）、昌平線（西二旗駅 - 南邵駅間）、大興線（公益西橋駅 - 天宮院駅間）、房山線（大葆台駅 - 蘇荘駅間）、亦荘線（宋家荘駅 - 次渠駅間）が開業。
- 2011年12月31日 8号線（回竜観東大街駅 - 森林公園南門駅間）、9号線（北京西駅 - 郭公荘駅間）、15号線（後沙峪駅 - 俸伯駅間）、房山線（郭公荘駅 - 大葆台駅間）が開業[6]。
- 2012年12月30日 6号線（海淀五路居駅 - 草房駅間[7]）、8号線（北土城駅 - 鼓楼大街駅間）、9号線（国家図書館駅 - 北京西駅間）、10号線（西局駅 - 巴溝駅間、勁松駅 - 首経貿駅間[8][9]）が開業。
- 2013年5月5日 10号線（西局駅 - 首経貿駅間、角門東駅）、14号線西区間（張郭荘駅 - 西局駅間）が開業。
- 2013年12月28日 8号線2期区間（鼓楼大街駅 - 南鑼鼓巷駅間[7]、朱辛荘駅 - 回龍観東大街駅間[10][11]）が開業。
- 2014年12月28日 6号線2期区間（草房駅 - 潞城駅間[12][13]）、7号線（北京西駅 - 焦化廠駅間[14]）、14号線東区間（金台路駅 - 善各荘駅間[14]）、15号線1期西区間（清華東路西口駅 - 望京西駅間[13][15]）が開業。
- 2015年12月26日 北京地下鉄昌平線（昌平西山口駅 - 南邵駅間）、8号線（安徳里北街駅）、14号線（北京南駅 - 金台路駅間）、15号線（大屯路東駅）が開業[16]。
- 2016年12月31日 16号線（北安河駅 - 西苑駅間）、14号線（朝陽公園駅）、15号線（望京東駅）が開業。[17][18]
- 2017年12月30日 14号線（平楽園駅）、16号線（農大南路駅）[19]、房山線（閻村東駅）、S1線（石廠駅 - 金安橋駅間）、西郊線（巴溝駅 - 香山駅間）[20]、燕房線（閻村東駅 - 燕山駅間）[21][22][23]が開業。
- 2018年12月30日 6号線西延区間（金安橋駅 - 海淀五路居駅間）、8号線3期南区間（南鑼鼓巷駅 - 中国美術館駅間）・4期区間（珠市口駅 - 瀛海駅間）が開業。
- 2019年9月26日 大興機場線（草橋駅 - 大興機場駅）が開業。
- 2019年12月28日 7号線（双井駅、焦化廠駅 - 花荘駅）、八通線（土橋駅 - 花荘駅）が開業。
- 2019年12月30日 13号線（清河駅）が開業。
- 2020年12月31日 房山線北延区間（郭公荘駅 - 東管頭南駅）、16号線（西苑駅 - 甘家口駅）、亦荘T1線が開業。
- 2021年8月26日 7号線（花荘駅 - 環球度假区駅）、八通線（花荘駅 - 環球度假区駅）が開業。
- 2021年8月29日 1号線と八通線の直通運転を開始。八通線の四恵駅 - 四恵東駅間を1号線に編入。
- 2021年12月31日 8号線3期北区間（中国美術館駅 - 珠市口駅）、11号線西区間（金安橋駅 - 新首鋼駅）、14号線（西局駅 - 北京南駅間）、16号線（甘家口駅 - 玉淵潭東門駅間）、17号線南区間（十里河駅 - 嘉会湖駅）、19号線（牡丹園駅 - 新宮駅間）、S1線（金安橋駅 - 苹果園駅間）、昌平線（西二旗駅 - 清河駅間）、首都機場線西延区間（東直門駅 - 北新橋駅）、6号線（苹果園駅）が開業。

## 利用状況
近年の路線別利用状況は以下のとおりである。
| 集計日         | 曜日   | 1号線  | 2号線  | 5号線  | 6号線  | 7号線 | 8号線 | 9号線 | 10号線 | 13号線 | 15号線 | 八通線 | 昌平線 | 房山線 | 機場線 | 亦荘線 | S1線 | 北京市 地鉄運営計 | 4号線 | 14号線 | 16号線 | 大興線 | 北京地鉄計 | 備考         |
| -------------- | ------ | ------ | ------ | ------ | ------ | ----- | ----- | ----- | ------ | ------ | ------ | ------ | ------ | ------ | ------ | ------ | ---- | ----------------- | ----- | ------ | ------ | ------ | ---------- | ------------ |
| 2008年06月10日 | 火曜日 | 106.43 | 91.33  | 54.33  |        |       |       |       |        | 43.99  |        | 20.71  |        |        |        |        |      |                   |       |        |        |        |            |              |
| 2010年04月02日 | 金曜日 | 133.12 | 123.72 | 81.65  |        |       | 3.09  |       | 77.72  | 60.25  |        | 28.24  |        |        | 1.49   |        |      | 509.29            | 75.1  |        |        |        | 584.39     |              |
| 2011年03月04日 | 金曜日 | 141.74 | 126.59 | 94.43  |        |       | 2.93  |       | 91.51  | 73.25  | 7.30   | 31.17  | 6.52   | 0.76   | 2.01   | 10.73  |      | 588.95            |       |        |        |        | 682.65     |              |
| 2011年04月29日 | 金曜日 | 150.43 | 136.80 | 96.72  |        |       | 4.65  |       | 93.88  | 75.26  | 5.97   | 32.43  | 8.43   | 1.07   | 2.88   | 11.80  |      | 620.31            |       |        |        |        | 724.51     |              |
| 2012年04月28日 | 土曜日 | 160.47 | 151.29 | 103.74 |        |       | 15.59 | 4.63  | 104.12 | 87.04  | 20.76  | 34.91  | 12.62  | 3.39   | 3.68   | 13.75  |      | 716.00            |       |        |        |        | 839.10     |              |
| 2013年03月08日 | 金曜日 | 153.99 | 151.75 | 107.08 | 53.61  |       | 20.46 | 31.46 | 169.79 | 94.62  | 18.75  | 35.61  | 14.27  | 7.85   | 3.25   | 18.40  |      | 880.90            |       |        |        |        | 1027.54    |              |
| 2013年07月12日 | 金曜日 | 159.15 | 152.08 | 106.13 | 64.21  |       | 26.77 | 42.92 | 201.52 | 91.31  | 15.22  | 37.18  | 15.84  | 9.80   | 3.25   | 19.52  |      | 944.89            |       |        |        |        | 1104.69    |              |
| 2014年04月30日 | 水曜日 | 152.17 | 152.98 | 102.76 | 73.55  |       | 35.92 | 62.37 | 205.01 | 92.51  | 17.81  | 36.48  | 18.91  | 13.06  | 4.28   | 21.15  |      | 989.00            |       |        |        |        | 1155.90    |              |
| 2014年07月11日 | 金曜日 | 152.74 | 147.35 | 103.79 | 73.56  |       | 37.94 | 59.74 | 207.37 | 89.81  | 16.67  | 35.35  | 18.36  | 12.05  | 3.54   | 20.52  |      | 979.28            |       |        |        |        |            |              |
| 2014年09月05日 | 金曜日 | 145.46 | 145.53 | 102.04 | 73.79  |       | 35.84 | 60.66 | 207.65 | 93.15  | 17.46  | 35.29  | 19.87  | 13.21  | 4.59   | 20.89  |      | 975.43            |       |        |        |        |            |              |
| 2014年10月17日 | 金曜日 | 145.74 | 140.55 | 102.00 | 74.30  |       | 39.09 | 55.73 | 207.08 | 92.00  | 17.49  | 35.96  | 19.88  | 12.95  | 3.64   | 20.45  |      | 966.84            |       |        |        |        |            |              |
| 2015年04月30日 | 金曜日 | 134.68 | 135.92 | 108.50 | 92.23  | 36.55 | 43.12 | 62.02 | 181.55 | 87.08  | 25.91  | 33.10  | 20.09  | 13.19  | 4.67   | 20.52  |      | 999.14            | 153.8 |        |        | 37.3   |            |              |
| 2015年09月25日 | 金曜日 | 132.09 | 128.90 | 107.57 | 95.32  | 37.79 | 41.74 | 57.16 | 187.23 | 85.25  | 28.81  | 31.99  | 19.92  | 12.29  | 4.51   | 19.72  |      | 990.30            |       |        |        |        |            |              |
| 2016年03月25日 | 金曜日 | 132.90 | 120.20 | 114.20 | 95.85  | 44.21 | 42.31 | 56.39 | 186.87 | 83.24  | 35.26  | 34.04  | 23.82  | 13.04  | 3.65   | 21.36  |      | 1007.31           | 137.9 |        |        | 37.1   | 1209.89    |              |
| 2016年04月29日 | 金曜日 | 137.14 | 129.96 | 116.26 | 96.93  | 48.52 | 43.99 | 63.79 | 185.83 | 85.81  | 43.22  | 34.17  | 24.66  | 13.82  | 4.48   | 21.69  |      | 1050.26           | 148.8 |        |        | 38.8   |            |              |
| 2016年10月21日 | 金曜日 | 134.65 | 122.64 | 117.79 | 101.08 | 48.94 | 46.57 | 58.44 | 194.99 | 85.92  | 39.92  | 33.44  | 25.12  | 13.64  | 4.13   | 23.42  |      | 1050.67           | 141.3 |        |        | 38.3   |            |              |
| 2017年01月27日 | 金曜日 | 22.01  | 20.73  | 17.55  | 14.50  | 9.37  | 6.20  | 10.47 | 22.63  | 8.17   | 4.71   | 4.72   | 2.88   | 2.18   | 2.65   | 2.81   |      | 151.58            | 23.7  |        | 1.0    | 7.1    |            | 春節前日     |
| 2017年04月28日 | 金曜日 | 129.54 | 120.89 | 114.03 | 100.52 | 51.09 | 46.55 | 65.67 | 185.62 | 83.97  | 41.67  | 33.65  | 27.55  | 14.90  | 3.81   | 23.74  |      | 1043.19           |       |        |        |        |            |              |
| 2017年07月07日 | 金曜日 | 132.94 | 121.32 | 116.97 | 103.03 | 52.98 | 47.94 | 61.41 | 190.02 | 83.45  | 41.97  | 33.92  | 27.10  | 14.31  | 3.53   | 23.87  |      | 1054.76           | 149.3 |        | 8.5    | 40.6   | 1294.02    |              |
| 2017年08月25日 | 金曜日 | 131.37 | 120.15 | 113.58 | 103.37 | 52.19 | 46.99 | 61.85 | 184.03 | 80.46  | 43.14  | 32.73  | 25.97  | 14.13  | 3.65   | 24.80  |      | 1038.40           | 145.3 |        | 8.6    | 39.3   |            |              |
| 2017年11月03日 | 金曜日 | 126.87 | 113.04 | 114.88 | 104.83 | 49.71 | 47.09 | 59.77 | 189.15 | 83.58  | 43.06  | 33.33  | 27.40  | 14.84  | 3.81   | 23.90  |      | 1035.25           | 141.8 |        | 9.5    | 40.1   |            |              |
| 2018年02月15日 | 木曜日 | 21.68  | 19.80  | 17.37  | 14.69  | 9.24  | 6.25  | 10.02 | 21.93  | 7.57   | 4.57   | 4.28   | 2.70   | 2.54   | 2.77   | 2.80   | 0.14 | 148.34            | 22.8  |        | 1.3    | 6.7    |            | 春節前日     |
| 2018年04月20日 | 金曜日 | 128.10 | 111.86 | 114.64 | 105.70 | 50.75 | 47.38 | 61.93 | 191.91 | 83.84  | 44.49  | 33.67  | 27.70  | 16.84  | 3.76   | 24.09  | 0.29 | 1046.96           | 142.0 |        | 11.1   | 40.1   |            |              |
| 2018年07月13日 | 金曜日 | 134.75 | 115.60 | 115.92 | 107.33 | 53.43 | 48.42 | 65.29 | 192.11 | 83.83  | 45.15  | 33.20  | 28.10  | 17.42  | 3.36   | 24.76  | 0.31 | 1068.98           | 149.6 |        | 11.4   | 40.0   | 1318.91    |              |
| 2018年08月17日 | 金曜日 | 140.89 | 118.36 | 116.49 | 110.17 | 55.05 | 51.03 | 66.48 | 193.10 | 82.70  | 46.23  | 32.95  | 27.97  | 17.38  | 3.72   | 27.23  | 0.32 | 1090.08           | 154.9 |        | 11.6   | 41.6   | 1348.66    |              |
| 2019年02月04日 | 月曜日 | 21.60  | 20.34  | 17.90  | 16.78  | 10.77 | 8.22  | 10.58 | 22.85  | 7.68   | 4.90   | 4.06   | 2.82   | 2.69   | 3.29   | 2.91   | 0.38 | 157.34            | 25.3  |        | 1.4    | 7.1    |            | 春節前日     |
| 2019年03月08日 | 金曜日 | 126.74 | 107.63 | 117.93 | 117.72 | 56.99 | 54.25 | 63.39 | 198.07 | 82.94  | 52.36  | 33.33  | 29.85  | 19.49  | 3.49   | 25.95  | 2.17 | 1092.30           | 144.4 |        | 12.9   | 42.9   |            |              |
| 2019年04月26日 | 金曜日 | 125.63 | 109.13 | 120.33 | 119.12 | 57.23 | 50.12 | 63.64 | 198.72 | 84.04  | 45.87  | 33.27  | 29.68  | 18.98  | 3.91   | 24.71  | 2.75 | 1087.13           | 142.2 |        | 12.6   | 39.8   |            |              |
| 2019年07月12日 | 金曜日 | 129.15 | 113.92 | 117.66 | 121.44 | 60.45 | 60.61 | 68.62 | 196.70 | 81.02  | 48.89  | 32.08  | 29.70  | 20.02  | 3.77   | 25.61  | 3.69 | 1113.51           | 152.2 |        | 13.2   | 41.4   | 1375.38    | 過去最高記録 |
| 2019年10月25日 | 金曜日 | 120.31 | 105.95 | 114.61 | 120.65 | 57.32 | 58.46 | 66.76 | 197.34 | 80.57  | 49.76  | 31.16  | 29.10  | 20.68  | 4.39   | 25.06  | 4.36 | 1086.48           |       |        |        |        |            |              |

## 路線計画
北京では地下鉄道網の拡充がおこなわれている。現在、以下の各路線が建設中である。北京市は2021年までに同市の地下鉄を計27路線、総延長約998.5kmにするとの地下鉄整備計画を発表した（駅名はすべて仮称）。
- 16号線南段：麗沢商務区駅（工事中、開業時間未定）
- 3号線1期：東四十条駅 - 曹各荘北駅（工事中、2023年開業予定）
- 12号線：四季青駅 - 管荘路西口駅（工事中、2023年開業予定）